# Firmin de Uzès
Firmin de Uzès (d. 553) a fost un  episcop și sfânt în Biserica Ortodoxă și Biserica Catolică.
Firmin era un învățăcel și prieten al lui Cesariu de Arles, și e unul din redactorii regulii monahale dată monahiilor ioanite. Împreună cu Sesariu, Firmin a participat la Conciliul de la Orléans I în 541.
Într-o scrisoare datând din 544, trimisă de un anumit Arator către Parteniu, este menționat faptul că Firmin era „arhiereu, dascăl în ale religiunii, și știe învăța poporului dogmele, iar renumele lui a ajuns până în Italia.”
Firmin a participat și la conciliul al II-lea de la Orléans din 549 și la Paris din 552. După această dată nu mai sunt știri despre el, dar cultul lui s-a răspândit nu peste mult.

## Sărbătoare
Sfântul Firmin este sărbătorit pe 11 octombrie, în calendarele francofone și hispanofone, catolice și ortodoxe.